# Herrenstraße 2 (Naumburg)

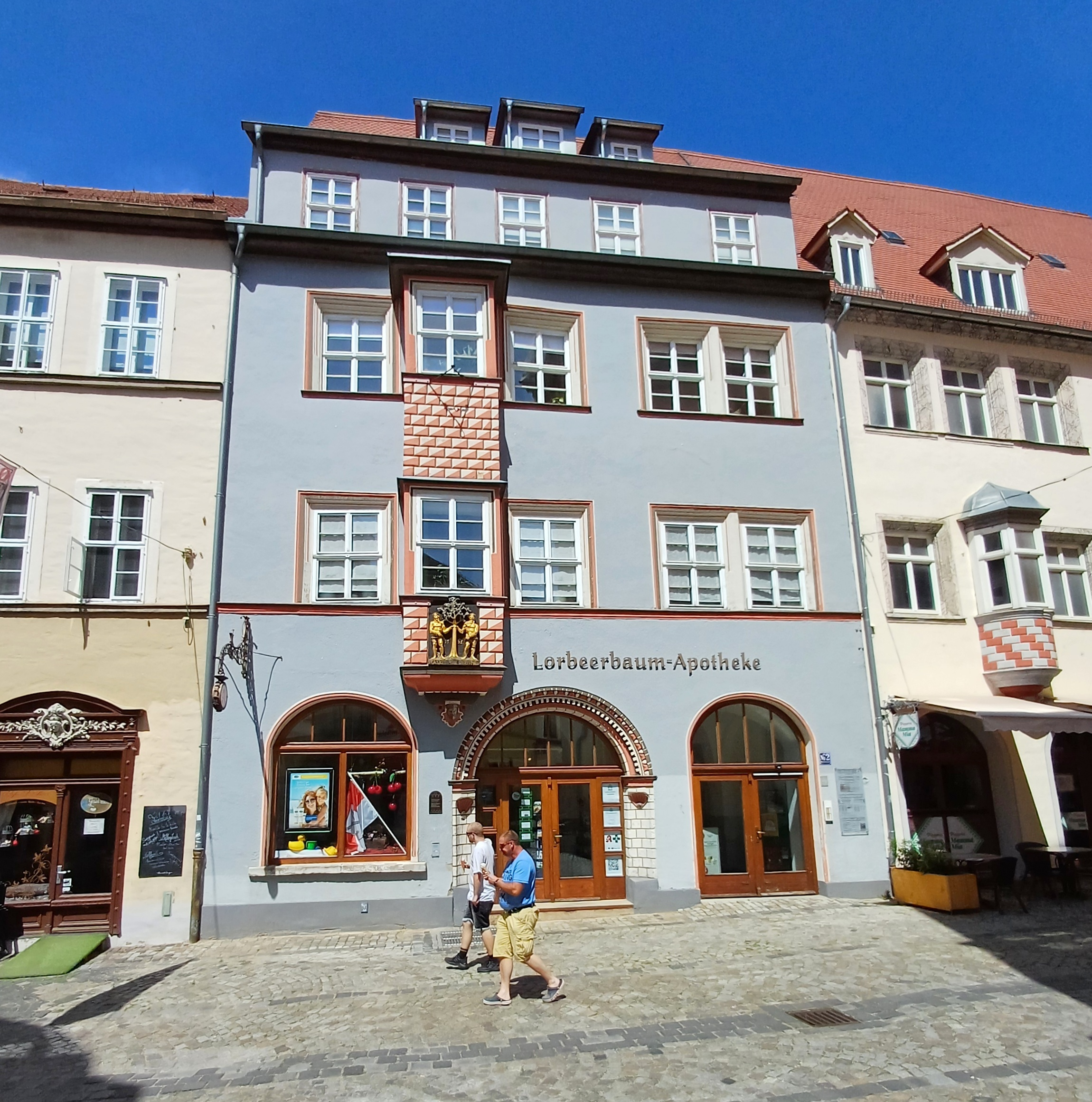
Gebäude Herrenstraße 2 in Naumburg

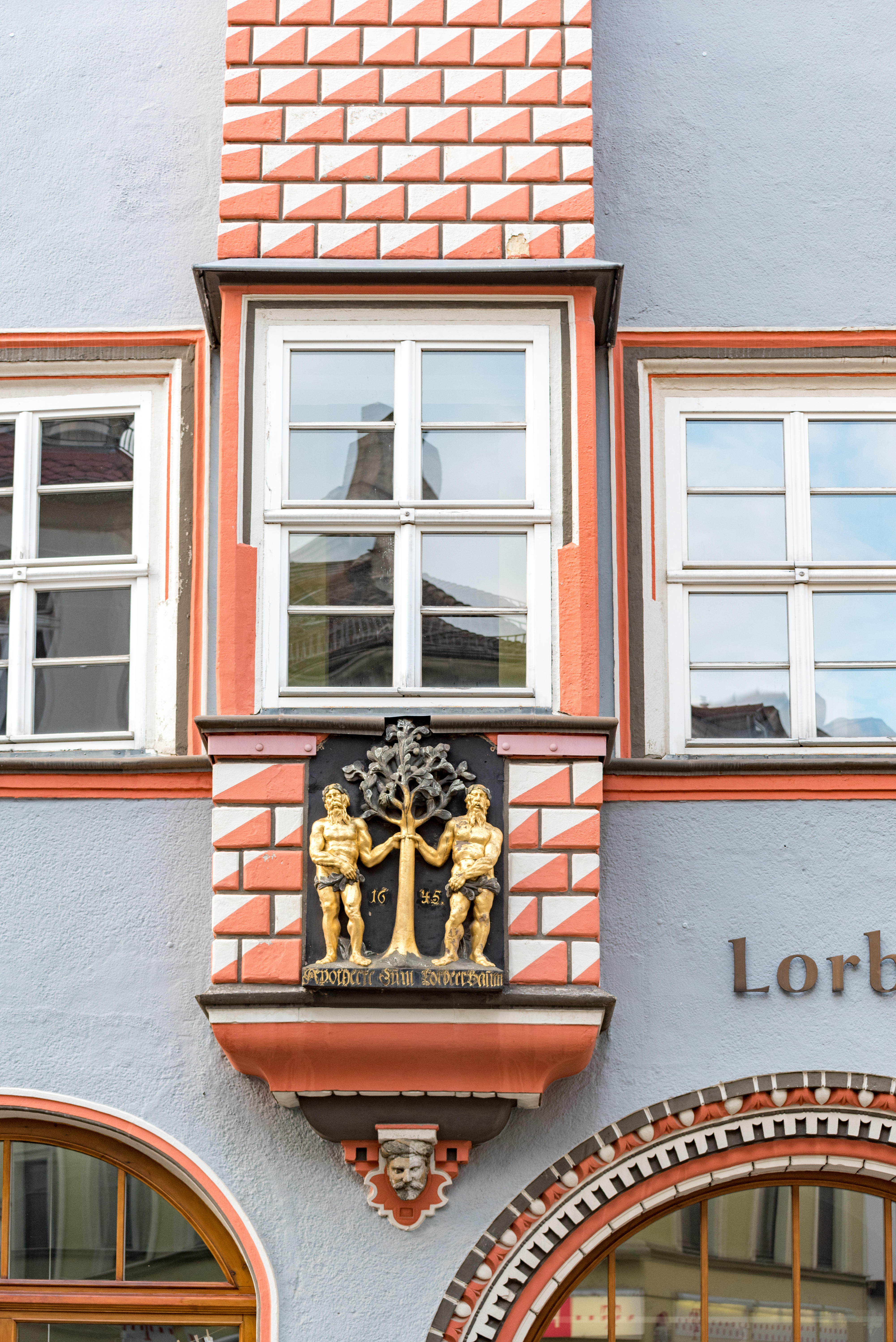
Erker

Das Gebäude Herrenstraße 2 in Naumburg, einer Stadt im Süden von Sachsen-Anhalt und Verwaltungssitz des Burgenlandkreises, ist ein geschütztes Baudenkmal.

## Geschichte
Das Hauptgebäude stammt aus dem 16. Jahrhundert, der Seitenflügel im Hof wurde im 17. Jahrhundert errichtet. 

## Beschreibung
Das dreigeschossige, verputzte Haus mit einem 1883 ausgebauten Satteldach besitzt ein farbig gefasstes Sitznischenportal. Die Fenstergewände sind profiliert. Der Erker über zwei Geschosse ist mit einem Relief geschmückt, das einen Lorbeerbaum, der von zwei Männern gehalten wird, darstellt. Die darunter stehende Jahreszahl 1645 bezieht sich auf das von Kurfürst Johann Georg I. verliehene Apotheken-Privileg für die ehemalige Mohren-Apotheke, die der Apotheker Lorbeer 1735 erwarb.  
Im Keller ist das Tonnengewölbe und ein abgefastes Rundbogenportal mit Werksteingewände erhalten. Im Erdgeschoss befindet sich ein Kreuzgratgewölbe und Säulen mit Diamantquaderung. In den Obergeschossen haben sich Türen ab dem 17. Jahrhundert und barocke Stuckdecken sowie die Wendeltreppe erhalten.  